# FA Cup 1983/84
Der FA Cup 1983/84 war die 103. Austragung des weltweit ältesten Fußballpokalturniers; The Football Association Challenge Cup, oder kurz FA Cup. Der Pokalwettbewerb endete mit dem Finale im Wembley-Stadion am 19. Mai 1984. Der Sieger dieser Austragung war der FC Everton, dem dies zum vierten Mal gelang.

## Kalender
| Runde                              | Datum                      |
| ---------------------------------- | -------------------------- |
| Erste Hauptrunde                   | 19.–28. November 1983      |
| Zweite Hauptrunde                  | 10.–19. Dezember 1983      |
| Dritte Hauptrunde                  | 6.–16. Januar 1984         |
| Vierte Hauptrunde                  | 28. Januar–1. Februar 1984 |
| Fünfte Hauptrunde (Achtelfinale)   | 17.–18. Februar 1984       |
| Sechste Hauptrunde (Viertelfinale) | 10.–11. März 1984          |
| Halbfinale                         | 14. April 1984             |
| Finale                             | 19. Mai 1984               |

## Modus
Kompletter Überblick bei: FA Cup
Der FA Cup wird in Runden ausgespielt. Teilnehmen kann jede Mannschaft, die ein bestimmtes Leistungsniveau hat und ein angemessenes Spielfeld besitzt. Gespielt wird i. d. R. nur mit einem Hinspiel. Bei Unentschieden findet ein Rückspiel statt. Bringt auch dies keine Entscheidung werden weitere Wiederholungsspiele angesetzt; bis ein siegreiches Team ermittelt ist. Jeder Sieger erhält eine Prämie aus den Fernsehgeldern, die nach Runde gestaffelt ist. Die Teams der beiden höchsten Ligen greifen erst in der dritten Runde in den Wettbewerb ein.

## Hauptrunden

### Erste Hauptrunde
Die Spiele wurden am Wochenende des 19. November 1984 ausgetragen. Die Wiederholungsspiele fanden zwischen dem 21. und 28. November statt.
| Datum             |                       | Ergebnis |                     |
| ----------------- | --------------------- | -------- | ------------------- |
| 19. November 1983 | Chester City          | 1:2      | FC Chesterfield     |
| 19. November 1983 | FC Darlington         | 5:0      | FC Mossley          |
| 19. November 1983 | AFC Bournemouth       | 4:0      | FC Walsall          |
| 19. November 1983 | FC Barking            | 2:1      | Farnborough Town    |
| 19. November 1983 | FC Barnet             | 0:0      | Bristol Rovers      |
| 19. November 1983 | FC Burnley            | 2:0      | Hyde United         |
| 20. November 1983 | Poole Town            | 0:0      | AFC Newport County  |
| 19. November 1983 | AFC Rochdale          | 1:0      | Crewe Alexandra     |
| 19. November 1983 | Yeovil Town           | 0:1      | Harrow Borough      |
| 19. November 1983 | FC Reading            | 2:0      | Hereford United     |
| 19. November 1983 | Northwich Victoria    | 1:1      | Bangor City         |
| 19. November 1983 | Macclesfield Town     | 0:0      | York City           |
| 19. November 1983 | Gainsborough Trinity  | 0:2      | FC Blackpool        |
| 19. November 1983 | AFC Wrexham           | 1:5      | Sheffield United    |
| 19. November 1983 | Tranmere Rovers       | 2:2      | Bolton Wanderers    |
| 19. November 1983 | Northampton Town      | 1:1      | FC Waterlooville    |
| 19. November 1983 | Bradford City         | 0:0      | Wigan Athletic      |
| 19. November 1983 | FC Millwall           | 2:1      | FC Dartford         |
| 19. November 1983 | FC Wimbledon          | 2:1      | Leyton Orient       |
| 19. November 1983 | FC Penrith            | 0:2      | Hull City           |
| 19. November 1983 | Southend United       | 0:0      | Plymouth Argyle     |
| 19. November 1983 | Exeter City           | 1:1      | Maidstone United    |
| 19. November 1983 | Scunthorpe United     | 1:0      | Preston North End   |
| 19. November 1983 | Mansfield Town        | 3:0      | Doncaster Rovers    |
| 19. November 1983 | Port Vale             | 1:2      | Lincoln City        |
| 19. November 1983 | Halifax Town          | 2:3      | Whitby Town         |
| 19. November 1983 | FC Wealdstone         | 1:1      | FC Enfield          |
| 19. November 1983 | Torquay United        | 1:2      | Colchester United   |
| 19. November 1983 | Kettering Town        | 0:7      | Swindon Town        |
| 19. November 1983 | Rotherham United      | 0:0      | Hartlepool United   |
| 19. November 1983 | FC Aldershot          | 1:1      | Worcester City      |
| 19. November 1983 | Boston United         | 0:3      | FC Bury             |
| 19. November 1983 | Chelmsford City       | 0:0      | Wycombe Wanderers   |
| 19. November 1983 | Burton Albion         | 1:2      | Windsor & Eton      |
| 19. November 1983 | FC Dagenham           | 2:2      | FC Brentford        |
| 19. November 1983 | Oxford United         | 2:0      | Peterborough United |
| 19. November 1983 | Corinthian-Casuals FC | 0:0      | Bristol City        |
| 19. November 1983 | Telford United        | 3:0      | Stockport County    |
| 19. November 1983 | AP Leamington         | 0:1      | FC Gillingham       |
| 19. November 1983 | Frickley Athletic     | 0:1      | FC Altrincham       |

### Wiederholungsspiele
| Datum             |                    | Ergebnis |                       |
| ----------------- | ------------------ | -------- | --------------------- |
| 22. November 1983 | Bristol Rovers     | 3:1      | FC Barnet             |
| 22. November 1983 | AFC Newport County | 3:1      | Poole Town            |
| 22. November 1983 | Bangor City        | 1:0      | Northwich Victoria    |
| 22. November 1983 | York City          | 2:0      | Macclesfield Town     |
| 22. November 1983 | Bolton Wanderers   | 4:1      | Tranmere Rovers       |
| 23. November 1983 | FC Waterlooville   | 1:1      | Northampton Town      |
| 28. November 1983 | Wigan Athletic     | 4:2      | Bradford City         |
| 22. November 1983 | Plymouth Argyle    | 2:0      | Southend United       |
| 23. November 1983 | Maidstone United   | 2:1      | Exeter City           |
| 22. November 1983 | FC Enfield         | 2:2      | FC Wealdstone         |
| 23. November 1983 | Hartlepool United  | 0:1      | Rotherham United      |
| 21. November 1983 | Worcester City     | 2:1      | FC Aldershot          |
| 22. November 1983 | Wycombe Wanderers  | 1:2      | Chelmsford City       |
| 22. November 1983 | FC Brentford       | 2:1      | FC Dagenham           |
| 23. November 1983 | Bristol City       | 4:0      | Corinthian-Casuals FC |

### 2. Wiederholungsspiele
| Datum             |                  | Ergebnis |                  |
| ----------------- | ---------------- | -------- | ---------------- |
| 28. November 1983 | Northampton Town | 2:0      | FC Waterlooville |
| 28. November 1983 | FC Wealdstone    | 2:0      | FC Enfield       |

### Zweite Hauptrunde
Die Spiele wurden hauptsächlich am 10. Dezember 1983 ausgetragen. Einige Spiele und die Wiederholungsspiele fanden vom 13. bis zum 19. Dezember statt.
| Datum             |                   | Ergebnis |                    |
| ----------------- | ----------------- | -------- | ------------------ |
| 10. Dezember 1983 | FC Chesterfield   | 2:2      | FC Burnley         |
| 10. Dezember 1983 | FC Darlington     | 0:0      | FC Altrincham      |
| 10. Dezember 1983 | FC Reading        | 1:1      | Oxford United      |
| 10. Dezember 1983 | FC Gillingham     | 6:1      | Chelmsford City    |
| 10. Dezember 1983 | Bolton Wanderers  | 2:0      | Mansfield Town     |
| 10. Dezember 1983 | Lincoln City      | 0:0      | Sheffield United   |
| 13. Dezember 1983 | Windsor & Eton    | 0:0      | AFC Bournemouth    |
| 10. Dezember 1983 | Bangor City       | 1:1      | FC Blackpool       |
| 10. Dezember 1983 | FC Brentford      | 3:2      | FC Wimbledon       |
| 10. Dezember 1983 | Bristol Rovers    | 1:2      | Bristol City       |
| 10. Dezember 1983 | Maidstone United  | 3:2      | Worcester City     |
| 10. Dezember 1983 | Northampton Town  | 1:1      | Telford United     |
| 10. Dezember 1983 | Plymouth Argyle   | 2:1      | FC Barking         |
| 10. Dezember 1983 | FC Millwall       | 2:3      | Swindon Town       |
| 10. Dezember 1983 | Scunthorpe United | 2:0      | FC Bury            |
| 13. Dezember 1983 | York City         | 0:2      | AFC Rochdale       |
| 10. Dezember 1983 | Rotherham United  | 2:1      | Hull City          |
| 10. Dezember 1983 | Wigan Athletic    | 1:0      | Whitby Town        |
| 10. Dezember 1983 | Colchester United | 4:0      | FC Wealdstone      |
| 10. Dezember 1983 | Harrow Borough    | 1:3      | AFC Newport County |

#### Wiederholungsspiele
| Datum             |                  | Ergebnis |                  |
| ----------------- | ---------------- | -------- | ---------------- |
| 19. Dezember 1983 | FC Burnley       | 3:2      | FC Chesterfield  |
| 14. Dezember 1983 | FC Altrincham    | 0:2      | FC Darlington    |
| 14. Dezember 1983 | Oxford United    | 3:0      | FC Reading       |
| 19. Dezember 1983 | Sheffield United | 1:0      | Lincoln City     |
| 19. Dezember 1983 | AFC Bournemouth  | 2:0      | Windsor & Eton   |
| 13. Dezember 1983 | FC Blackpool     | 2:1      | Bangor City      |
| 14. Dezember 1983 | Telford United   | 3:2      | Northampton Town |

### Dritte Hauptrunde
Die Spiele der Dritten Hauptrunde wurden am 8. Januar 1984 ausgetragen. Wiederholungsspiele fanden am 10., 11. und 16. Januar statt. Ab dieser Runde spielten die Erst- und Zweitligisten mit.
| Datum          |                        | Ergebnis |                         |
| -------------- | ---------------------- | -------- | ----------------------- |
| 7. Januar 1984 | FC Blackpool           | 2:1      | Manchester City         |
| 7. Januar 1984 | FC Darlington          | 4:1      | Maidstone United        |
| 7. Januar 1984 | AFC Bournemouth        | 2:0      | Manchester United       |
| 7. Januar 1984 | FC Burnley             | 0:0      | Oxford United           |
| 6. Januar 1984 | FC Liverpool           | 4:0      | Newcastle United        |
| 7. Januar 1984 | AFC Rochdale           | 1:4      | Telford United          |
| 7. Januar 1984 | FC Gillingham          | 5:3      | FC Brentford            |
| 8. Januar 1984 | Notts County           | 2:2      | Bristol City            |
| 7. Januar 1984 | Nottingham Forest      | 1:2      | FC Southampton          |
| 7. Januar 1984 | Blackburn Rovers       | 1:0      | FC Chelsea              |
| 7. Januar 1984 | Aston Villa            | 1:1      | Norwich City            |
| 7. Januar 1984 | Sheffield Wednesday    | 1:0      | FC Barnsley             |
| 7. Januar 1984 | Bolton Wanderers       | 0:3      | AFC Sunderland          |
| 7. Januar 1984 | FC Middlesbrough       | 3:2      | FC Arsenal London       |
| 7. Januar 1984 | Luton Town             | 2:2      | FC Watford              |
| 7. Januar 1984 | Shrewsbury Town        | 3:0      | Oldham Athletic         |
| 7. Januar 1984 | Sheffield United       | 1:1      | Birmingham City         |
| 7. Januar 1984 | FC Fulham              | 0:0      | Tottenham Hotspur       |
| 7. Januar 1984 | Coventry City          | 1:1      | Wolverhampton Wanderers |
| 7. Januar 1984 | FC Portsmouth          | 2:1      | Grimsby Town            |
| 7. Januar 1984 | West Ham United        | 1:0      | Wigan Athletic          |
| 7. Januar 1984 | Brighton & Hove Albion | 2:0      | Swansea City            |
| 7. Januar 1984 | Plymouth Argyle        | 2:2      | AFC Newport County      |
| 7. Januar 1984 | Carlisle United        | 1:1      | Swindon Town            |
| 7. Januar 1984 | Crystal Palace         | 1:0      | Leicester City          |
| 7. Januar 1984 | Huddersfield Town      | 2:1      | Queens Park Rangers     |
| 7. Januar 1984 | Cardiff City           | 0:3      | Ipswich Town            |
| 7. Januar 1984 | Leeds United           | 1:1      | Scunthorpe United       |
| 7. Januar 1984 | Stoke City             | 0:2      | FC Everton              |
| 7. Januar 1984 | Rotherham United       | 0:0      | West Bromwich Albion    |
| 7. Januar 1984 | Colchester United      | 0:1      | Charlton Athletic       |
| 7. Januar 1984 | Cambridge United       | 0:3      | Derby County            |

#### Wiederholungsspiele
| Datum           |                         | Ergebnis |                  |
| --------------- | ----------------------- | -------- | ---------------- |
| 11. Januar 1984 | Oxford United           | 2:1      | FC Burnley       |
| 10. Januar 1984 | Bristol City            | 0:2      | Notts County     |
| 11. Januar 1984 | Norwich City            | 3:0      | Aston Villa      |
| 10. Januar 1984 | FC Watford              | 4:3      | Luton Town       |
| 10. Januar 1984 | Birmingham City         | 2:0      | Sheffield United |
| 11. Januar 1984 | Tottenham Hotspur       | 2:0      | FC Fulham        |
| 10. Januar 1984 | Wolverhampton Wanderers | 1:1      | Coventry City    |
| 10. Januar 1984 | AFC Newport County      | 0:1      | Plymouth Argyle  |
| 10. Januar 1984 | Swindon Town            | 3:1      | Carlisle United  |
| 10. Januar 1984 | Scunthorpe United       | 1:1      | Leeds United     |
| 11. Januar 1984 | West Bromwich Albion    | 3:0      | Rotherham United |

#### 2. Wiederholungsspiele
| Datum           |                   | Ergebnis |                         |
| --------------- | ----------------- | -------- | ----------------------- |
| 16. Januar 1984 | Scunthorpe United | 4:2      | Leeds United            |
| 16. Januar 1984 | Coventry City     | 3:0      | Wolverhampton Wanderers |

### Vierte Hauptrunde
Die Spiele der vierten Runde wurden hauptsächlich am Wochenende des 28. und 29. Januar 1984 ausgetragen. Einige Spiele und die Wiederholungsspiele zwischen dem 30. Januar und dem 6. Februar ausgetragen.
| Datum            |                        | Ergebnis |                   |
| ---------------- | ---------------------- | -------- | ----------------- |
| 30. Januar 1984  | Sheffield Wednesday    | 3:2      | Coventry City     |
| 31. Januar 1984  | FC Middlesbrough       | 2:0      | AFC Bournemouth   |
| 1. February 1984 | West Bromwich Albion   | 1:0      | Scunthorpe United |
| 28. Januar 1984  | AFC Sunderland         | 1:2      | Birmingham City   |
| 1. February 1984 | Derby County           | 3:2      | Telford United    |
| 28. Januar 1984  | FC Everton             | 0:0      | FC Gillingham     |
| 28. Januar 1984  | Swindon Town           | 1:2      | Blackburn Rovers  |
| 28. Januar 1984  | Shrewsbury Town        | 2:0      | Ipswich Town      |
| 28. Januar 1984  | Tottenham Hotspur      | 0:0      | Norwich City      |
| 28. Januar 1984  | FC Portsmouth          | 0:1      | FC Southampton    |
| 29. Januar 1984  | Brighton & Hove Albion | 2:0      | FC Liverpool      |
| 28. Januar 1984  | Plymouth Argyle        | 2:1      | FC Darlington     |
| 28. Januar 1984  | Crystal Palace         | 1:1      | West Ham United   |
| 1. February 1984 | Huddersfield Town      | 1:2      | Notts County      |
| 28. Januar 1984  | Charlton Athletic      | 0:2      | FC Watford        |
| 28. Januar 1984  | Oxford United          | 2:1      | FC Blackpool      |

#### Wiederholungsspiele
| Datum            |                 | Ergebnis |                   |
| ---------------- | --------------- | -------- | ----------------- |
| 31. Januar 1984  | FC Gillingham   | 0:0      | FC Everton        |
| 1. February 1984 | Norwich City    | 2:1      | Tottenham Hotspur |
| 31. Januar 1984  | West Ham United | 2:0      | Crystal Palace    |

#### 2. Wiederholungsspiel
| Datum            |               | Ergebnis |            |
| ---------------- | ------------- | -------- | ---------- |
| 6. February 1984 | FC Gillingham | 0:3      | FC Everton |

### Fünfte Hauptrunde
Die Spiele fanden am 17. und 18. Februar statt. Es waren keine Wiederholungsspiele nötig.
| Datum             |                      | Ergebnis |                        |
| ----------------- | -------------------- | -------- | ---------------------- |
| 18. February 1984 | FC Watford           | 3:1      | Brighton & Hove Albion |
| 18. February 1984 | Notts County         | 1:0      | FC Middlesbrough       |
| 17. February 1984 | Blackburn Rovers     | 0:1      | FC Southampton         |
| 18. February 1984 | West Bromwich Albion | 0:1      | Plymouth Argyle        |
| 18. February 1984 | Derby County         | 2:1      | Norwich City           |
| 18. February 1984 | FC Everton           | 3:0      | Shrewsbury Town        |
| 18. February 1984 | Birmingham City      | 3:0      | West Ham United        |
| 18. February 1984 | Oxford United        | 0:3      | Sheffield Wednesday    |

### Sechste Hauptrunde
Die Spiele fanden am 10. und 11. März 1984 statt. Die Wiederholungsspiele folgten am 13. und am 20. März.
| Datum         |                     | Ergebnis |                |
| ------------- | ------------------- | -------- | -------------- |
| 10. März 1984 | Notts County        | 1:2      | FC Everton     |
| 11. März 1984 | Sheffield Wednesday | 0:0      | FC Southampton |
| 10. März 1984 | Plymouth Argyle     | 0:0      | Derby County   |
| 10. März 1984 | Birmingham City     | 1:3      | FC Watford     |

#### Wiederholungsspiele
| Datum         |                | Ergebnis |                     |
| ------------- | -------------- | -------- | ------------------- |
| 20. März 1984 | FC Southampton | 5:1      | Sheffield Wednesday |
| 14. März 1984 | Derby County   | 0:1      | Plymouth Argyle     |

## Halbfinale
Die Spiele wurden am 14. April 1984 ausgetragen. Das erste Halbfinale zwischen Everton und Southampton wurde im Highbury in London ausgespielt. Das zweite Halbfinale zwischen dem FC Watford und dem Drittligisten Plymouth Argyle fand im Villa Park von Birmingham statt.
| Datum          |            | Ergebnis  |                 |
| -------------- | ---------- | --------- | --------------- |
| 14. April 1984 | FC Everton | 1:0 n. V. | FC Southampton  |
| 14. April 1984 | FC Watford | 1:0       | Plymouth Argyle |

## Finale
| FC Everton                                        | FC Everton | FC Watford | FC Watford |
| ------------------------------------------------- | --- | --- | ---------- |
| FC Everton                                        | \| Samstag, 19. Mai 1984 in London (Wembley-Stadion) \| \| Ergebnis: 2:0 (1:0) \| \| Zuschauer: 100.000 \| \| Schiedsrichter: John Hunting \|                                                      | \| Samstag, 19. Mai 1984 in London (Wembley-Stadion) \| \| Ergebnis: 2:0 (1:0) \| \| Zuschauer: 100.000 \| \| Schiedsrichter: John Hunting \|                                                                | FC Watford |
| FC Everton                                        | Neville Southall – Gary Stevens, John Bailey, Kevin Ratcliffe , Derek Mountfield – Peter Reid, Trevor Steven, Kevin Richardson – Adrian Heath, Graeme Sharp, Andy Gray Cheftrainer: Howard Kendall | Steve Sherwood – David Bardsley, Neil Price (58. Paul Atkinson), Steve Terry, Lee Sinnott – Les Taylor , Nigel Callaghan, Kenny Jackett, John Barnes – Mo Johnston, George Reilly Cheftrainer: Graham Taylor | FC Watford |
| FC Everton                                        | 1:0 Graeme Sharp (38.) 2:0 Andy Gray (51.) | | FC Watford |
| Samstag, 19. Mai 1984 in London (Wembley-Stadion) | | |            |
| Ergebnis: 2:0 (1:0)                               | | |            |
| Zuschauer: 100.000                                | | |            |
| Schiedsrichter: John Hunting                      | | |            |